# Bengt Persson
Bengt Persson (1982)

Link zum Bild

(Bitte Urheberrechte beachten)
Bengt Persson (* 1942) ist ein schwedischer ehemaliger Fußballtrainer. Für Hammarby IF und Djurgårdens IF war er in der Allsvenskan tätig, ehe er anschließend vor allem Vereine im schwedischen Amateurbereich betreute.

## Werdegang
Ende der 1960er Jahre studierte Persson an der Stockholmer Gymnastik- och idrottshögskolan und wurde Sportlehrer. Er trainierte Anfang der 1970er Jahre IFK Eskilstuna in der zweiten Liga. Nach mehreren Plätzen im mittleren Tabellenbereich verpflichtete der Erstligist Djurgårdens IF ihn Anfang 1975 als Nachfolger von Antonio Durán. In der anschließenden Spielzeit spielte die Mannschaft lange Zeit mit Malmö FF um den Meistertitel. In den letzten sieben Saisonspielen verpasste die Mannschaft um Tommy Berggren, Harry Svensson, Björn Alkeby und Sven Lindman jedoch mit lediglich sechs von 14 möglichen Punkten den Anschluss und belegte am Saisonende den dritten Tabellenplatz. In den folgenden Spielzeiten rutschte der Klub jedoch in den Abstiegskampf. In der Spielzeit 1976 Tabellenelfter, blieb die vom Verletzungspech verfolgte Mannschaft – insbesondere die Leistungsträger Sven Lindman, Tommy Davidsson sowie Anders Grönhagen fanden sich teilweise längerfristig auf der Verletztenliste – in der Hinrunde der folgenden Spielzeit ohne Saisonsieg. Mit seiner Entscheidung, Tommy Berggren ersatzweise in die Sturmspitze zu stellen, traf Persson eine wegweisende Entscheidung, der Spieler verhalf als regelmäßiger Torschütze zum Klassenerhalt und krönte sich schließlich in der Spielzeit 1979 zum Torschützenkönig der Liga. Nach dem Schlussspurt des Vorjahres stand der Klub auch im Laufe der Spielzeit im vorderen Ligabereich und beendete die Saison als Tabellenfünfter. Dennoch entschied sich der Verein zum Trainerwechsel und engagierte Alan Ball als neuen Übungsleiter.
Zunächst übernahm Persson 1979 das Traineramt beim Zweitligisten Vasalunds IF, ehe er als Vertreter für die deutsch-dänische Sportbekleidungsfirma Hummel tätig wurde. 1982 kehrte er als Trainer in die Allsvenskan zurück und wurde Cheftrainer von Hammarby IF. Die Mannschaft um Michael Andersson, Sten-Ove Ramberg, Ulf Eriksson, Per Holmberg und Thomas Dennerby führte er am Ende der regulären Spielzeit 1982 als Tabellenzweiter in die Meisterschaftsendrunde. Dort setzte sie sich gegen Örgryte IS und IF Elfsborg durch und erreichte das Endspiel. Im Hinspiel am 27. Oktober des Jahres drehten Jonnie Efraimsson und Peter Gerhardsson die durch Håkan Sandberg erzielte Führung gegen den amtierenden UEFA-Pokalsieger IFK Göteborg zu einem 2:1-Auswärtssieg. Das vier Tage später stattfindende Rückspiel dominierte jedoch die von Gunder Bengtsson betreute Mannschaft und gewann nach einer zwischenzeitlichen 3:0-Führung durch einen 3:1-Sieg den Meistertitel. Im Sommer des folgenden Jahres führte Persson die Mannschaft ins nächste Endspiel, im Landespokal ging es erneut gegen IFK Göteborg. Durch ein Tor von Dan Corneliusson in der Verlängerung holte sich der Konkurrent auch diesen Titel, als unterlegener Finalist war Hammarby IF jedoch für den Europapokal der Pokalsieger 1983/84 qualifiziert. Zunächst gegen KS 17. Nëntori Tirana schied die Mannschaft gegen den finnischen Vertreter Valkeakosken Haka nach Verlängerung in der zweiten Runde aus. Auch in der Meisterschaft zog die Mannschaft als Tabellenfünfter zwar erneut in die Endrunde ein, flog aber direkt im Viertelfinale gegen den Lokalrivalen AIK aus dem Wettbewerb. Zwar gelang in der Spielzeit 1984 der Halbfinaleinzug in der Meisterschaft, Persson konnte sich jedoch mit den Vereinsverantwortlichen nicht auf einen neuen Vertrag einigen und wurde durch den reaktivierten Björn Bolling ersetzt.
Persson nahm nach seinem Abgang bei Hammarby IF ein Angebot des Zweitligisten IFK Västerås wahr und trainierte die Mannschaft bis zum Abstieg in die Drittklassigkeit 1987 drei Spielzeiten. Anschließend kehrte er zum IFK Eskilstuna zurück, mit dem er 1988 als Tabellenzweiter hinter Örebro SK den Aufstieg in die Allsvenskan knapp verpasste. Im Sommer des folgenden Jahres wurde er überraschend entlassen. 
Anschließend arbeitete Persson lange Zeit für den Svenska Fotbollförbundet insbesondere im Jugendbereich während er hauptberuflich als Lehrer arbeitete. Ende der 2000er Jahre war er als Trainer des Amateurvereins IF Blå in der achten Liga tätig, bei dem sein Sohn spielte.